# British Army of the Rhine
La British Army of the Rhine - en abrégé BAOR et se traduisant en Armée britannique du Rhin - est une unité historique des Forces armées britanniques.

## Première BAOR (1919-1929)

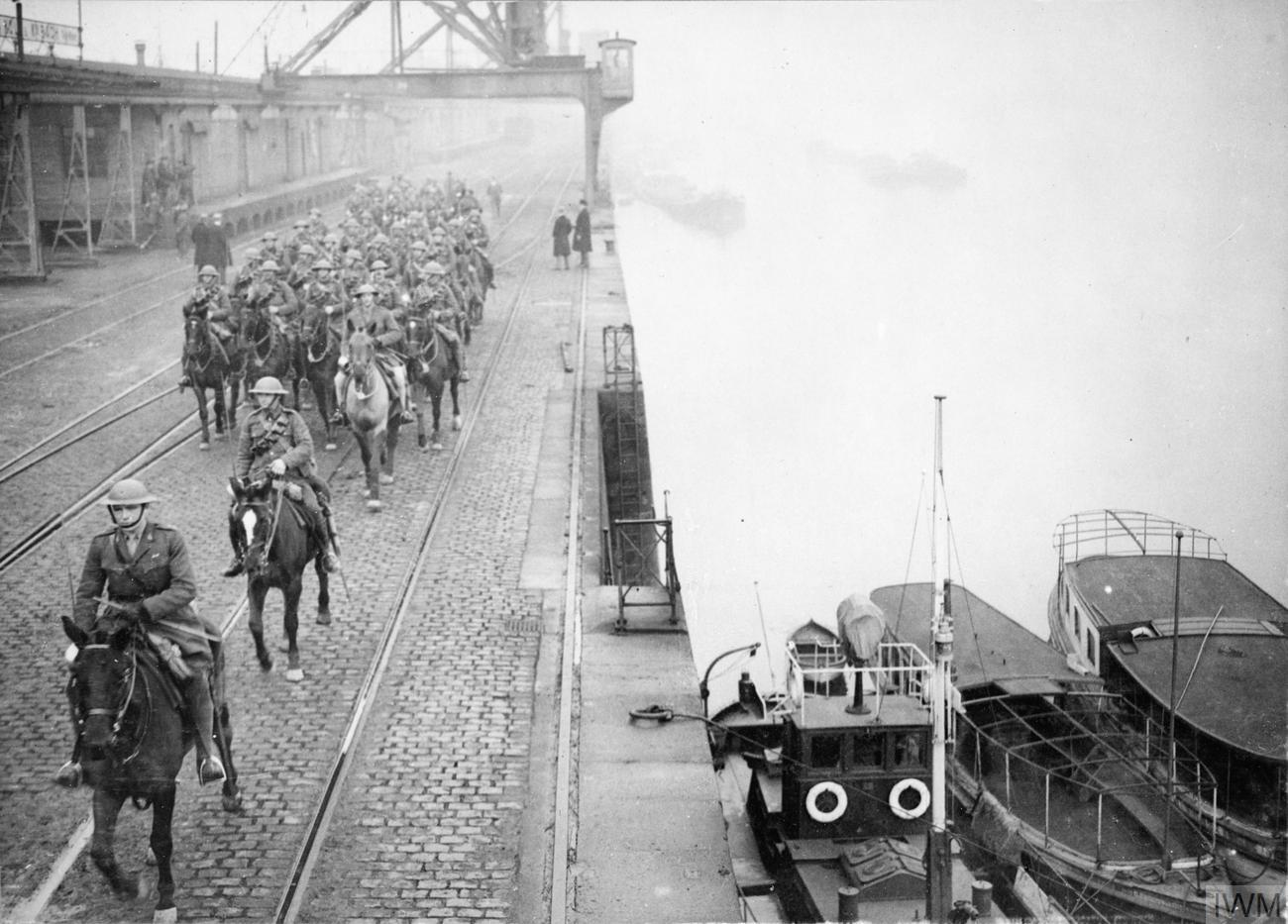
Un détachement de Hussard britanniques à Cologne le 6 décembre 1918.

Après la capitulation de l'Allemagne impériale à la suite de la Première Guerre mondiale, des forces d'occupation alliées (françaises, britanniques, américaines et belges) furent envoyées dans l'ouest de l'Allemagne. Une première armée britannique du Rhin fut chargée de cette tâche et resta sur le territoire allemand jusqu'en 1929.

## Seconde BAOR (1945-1994)
L'armée britannique du Rhin fut formée le 25 août 1945 à partir d'éléments du 21st Army Group et placée sous le commandement du Field Marshal Bernard Montgomery (1945–1946).
Sa mission première était de superviser les corps districts qui assuraient le gouvernement militaire de la zone britannique de l'Allemagne occupée. Après la dénazification et la rétrocession du pouvoir aux nouvelles autorités politiques civiles fédérales, elle retourna à des fonctions purement militaires en assumant le commandement supérieur des troupes britanniques stationnées en République fédérale d'Allemagne - ce notamment, à partir de 1949, dans le cadre de l'Organisation du traité de l'Atlantique nord - et dont la mission consistait à assurer la défense de la plaine d’Allemagne du nord face à la menace d'invasion soviétique avec en soutien aérien la Second Tactical Air Force.

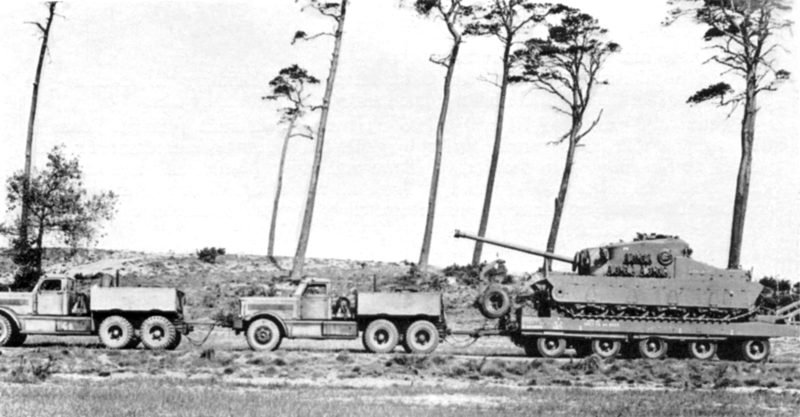
Un des six prototypes construits de chars de combat Tortoise de 80 tonnes envoyé pour des essais au sein de la BAOR en 1948.
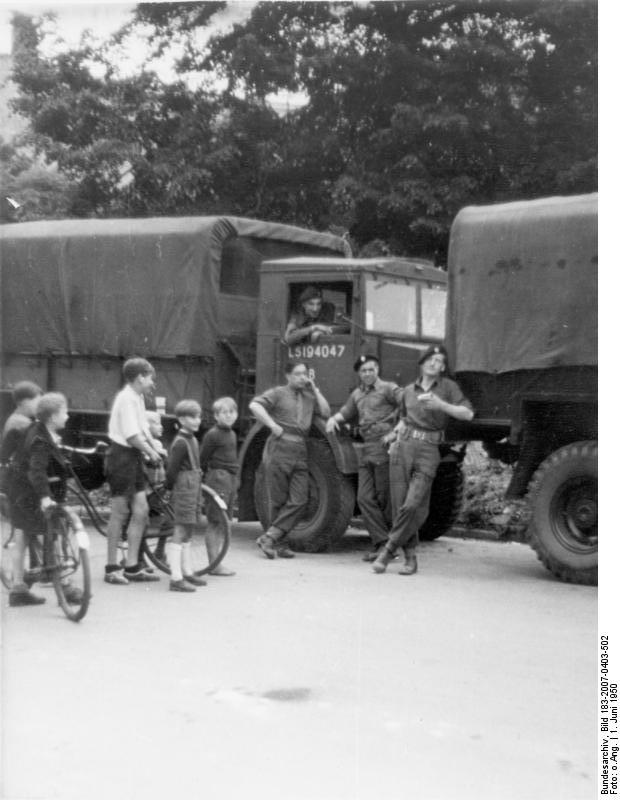
Des hommes de la brigade de Berlin en 1950.
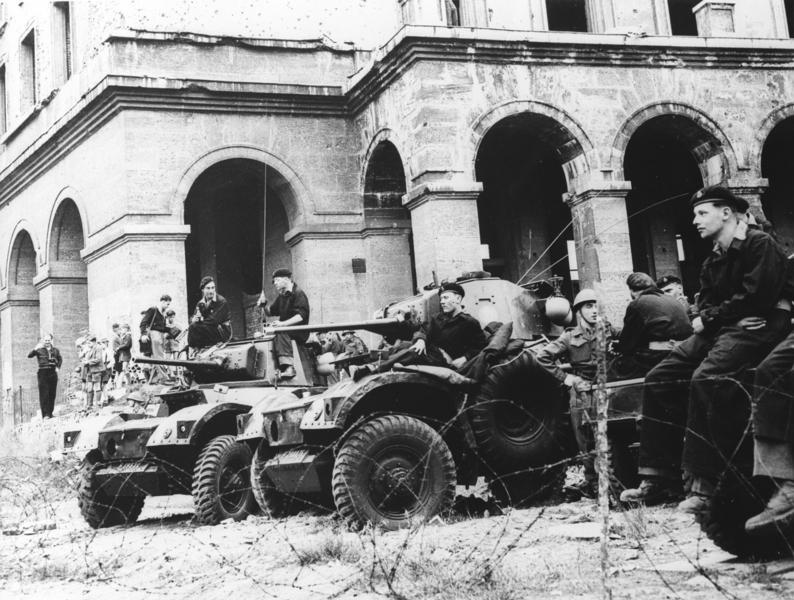
Des Daimler Armoured Car à Berlin en 1950.
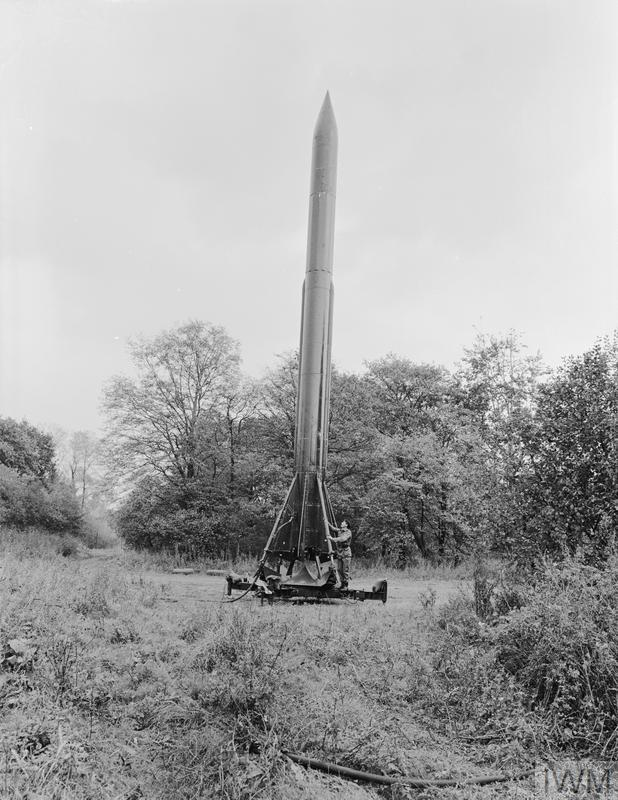
Un MGM-5 Corporal à capacité nucléaire de la Royal Artillery en Allemagne de l’Ouest.
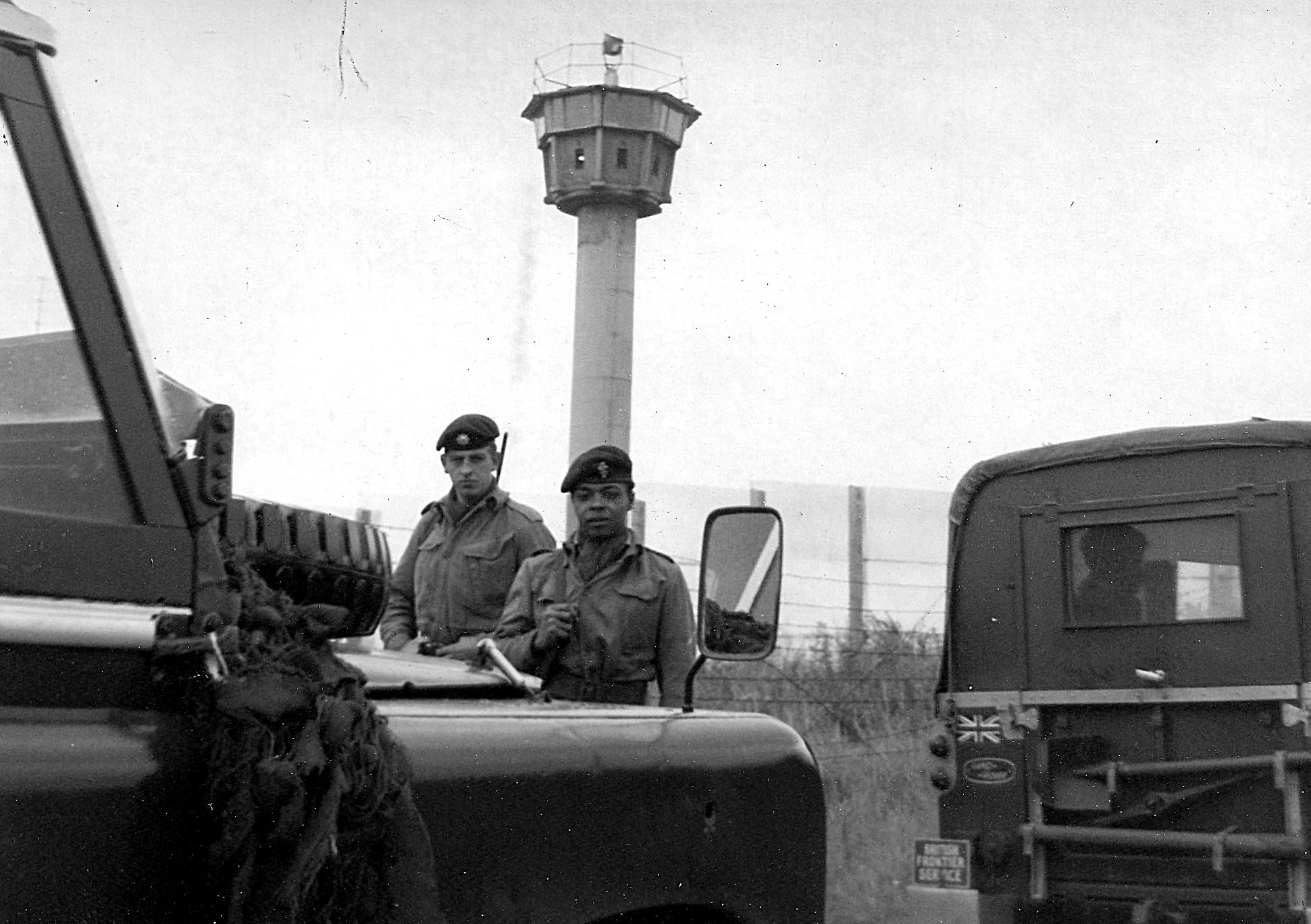
Patrouille conjointe du Service de la frontière britannique et de la BAOR le long de la frontière intérieure allemande dans les années 1970.

Sa principale formation de combat était le British I Corps. À partir de 1952, le commandant en chef de la BAOR assura également le commandement du Northern Army Group (NORTHAG) de l'OTAN dans la perspective d'un conflit avec l'Union soviétique et le pacte de Varsovie — son quartier général se situant à partir de 1954 dans le complexe militaire de Rheindahlen à Mönchengladbach en Rhénanie-du-Nord-Westphalie, connu aussi sous le nom de Joint Headquarters (JHQ).
L'armée belge d'occupation (qui devint en 1955 les forces belges en Allemagne) la seconda dans un secteur le long de la frontière belge.
À partir du 15 mai 1947, une brigade d'environ 4 000 hommes de l'armée danoise était sous son commandement.
À partir de novembre 1951, les forces canadiennes déployèrent également un contingent de 10 000 militaires dans plusieurs bases autour de Soest. En 1970, celui-ci, réduit à moins de 3 000 hommes, déménagea à Lahr, une ville de la région de la Forêt-Noire.
En 1982, elle était considérée comme mal entraînée, mal équipée et un embarras pour l’OTAN. 
En 1989, ce corps d'armée avait un effectif de 55 700 militaires réparti en :
- 3 divisions blindées (dont la 1re division blindée),
- 1 brigade d'artillerie
- 2 régiments de cavalerie blindée
- 4 régiments de génie
- La Berlin Brigade (3 000 militaires)

La BAOR était par ailleurs dotée d'une capacité nucléaire grâce à un partage nucléaire américain notamment dans le cadre du projet E avec deux régiments de la Royal Artillerie équipée de MGM-5 Corporal entre 1958 et 1965 et en 1966, six batteries d'obusiers M110 de 203 mm et six batteries de missiles sol-sol MGR-1 Honest John dont les ogives nucléaires étaient fournies par la 7e armée américaine.

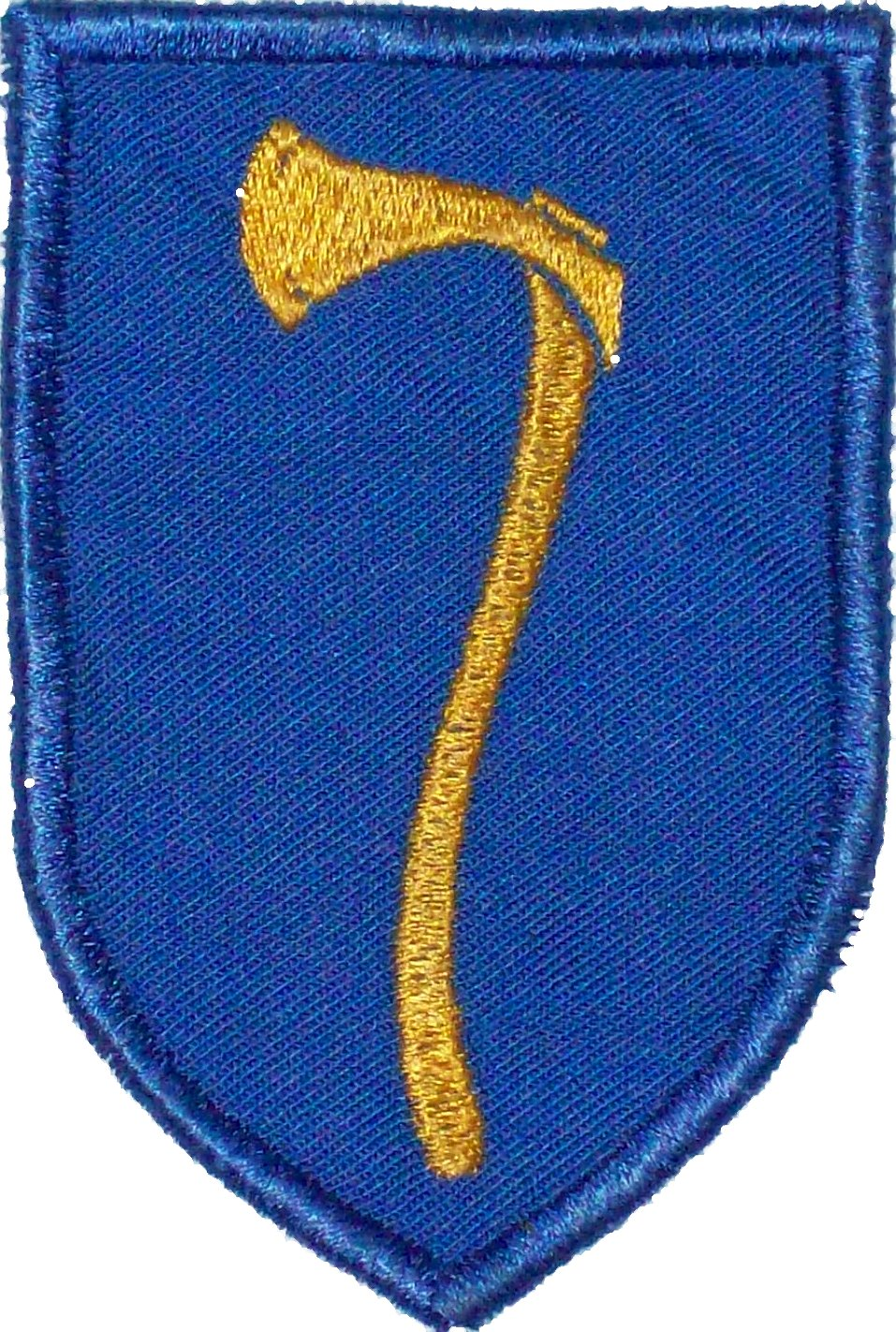
Insigne d'épaule du NORTHAG.
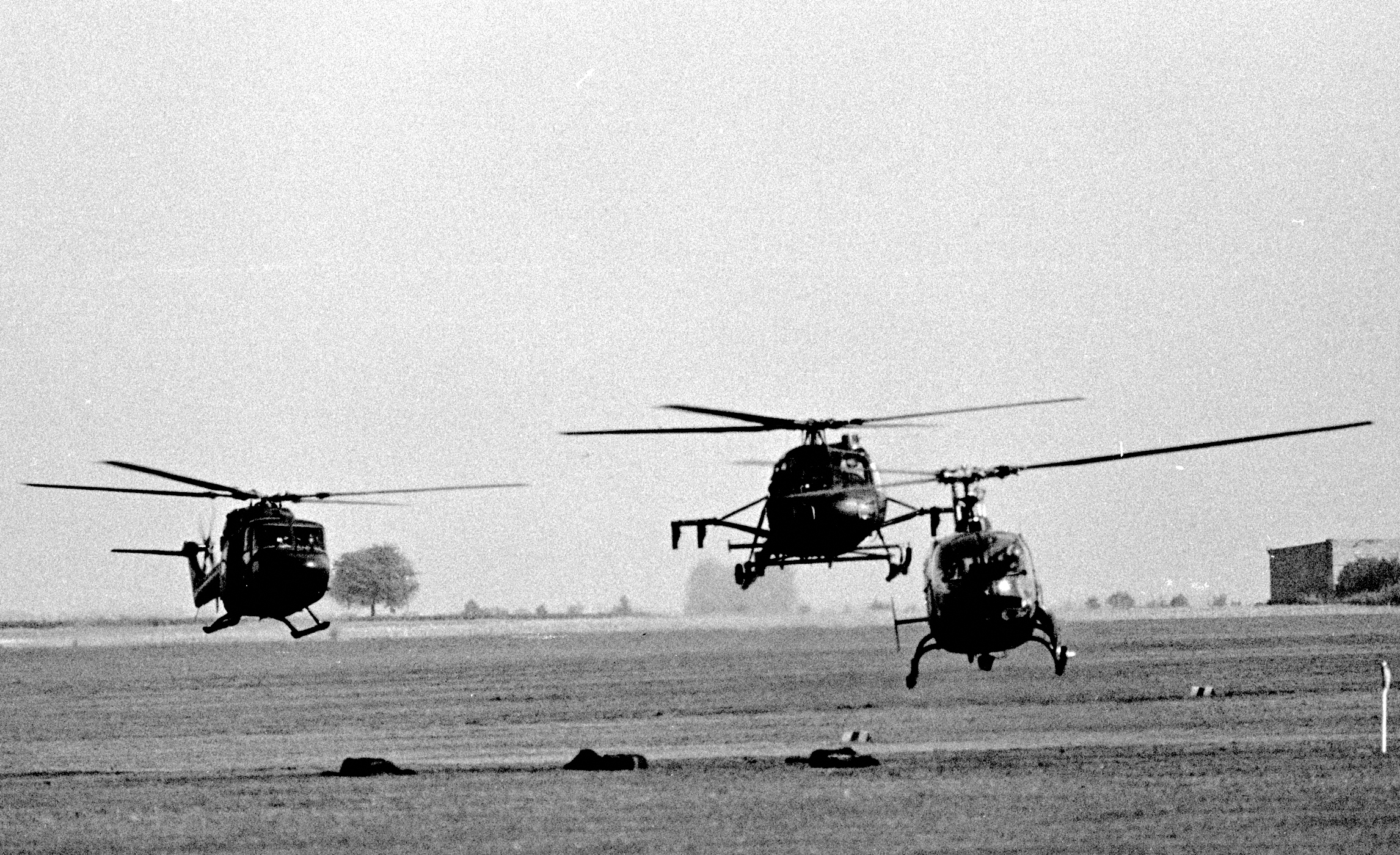
Hélicoptères Lynx, Scout et Gazelle construit par Westland du 1er régiment de l'Army Air Corps a Hildesheim, Allemagne de l'Ouest en 1980.
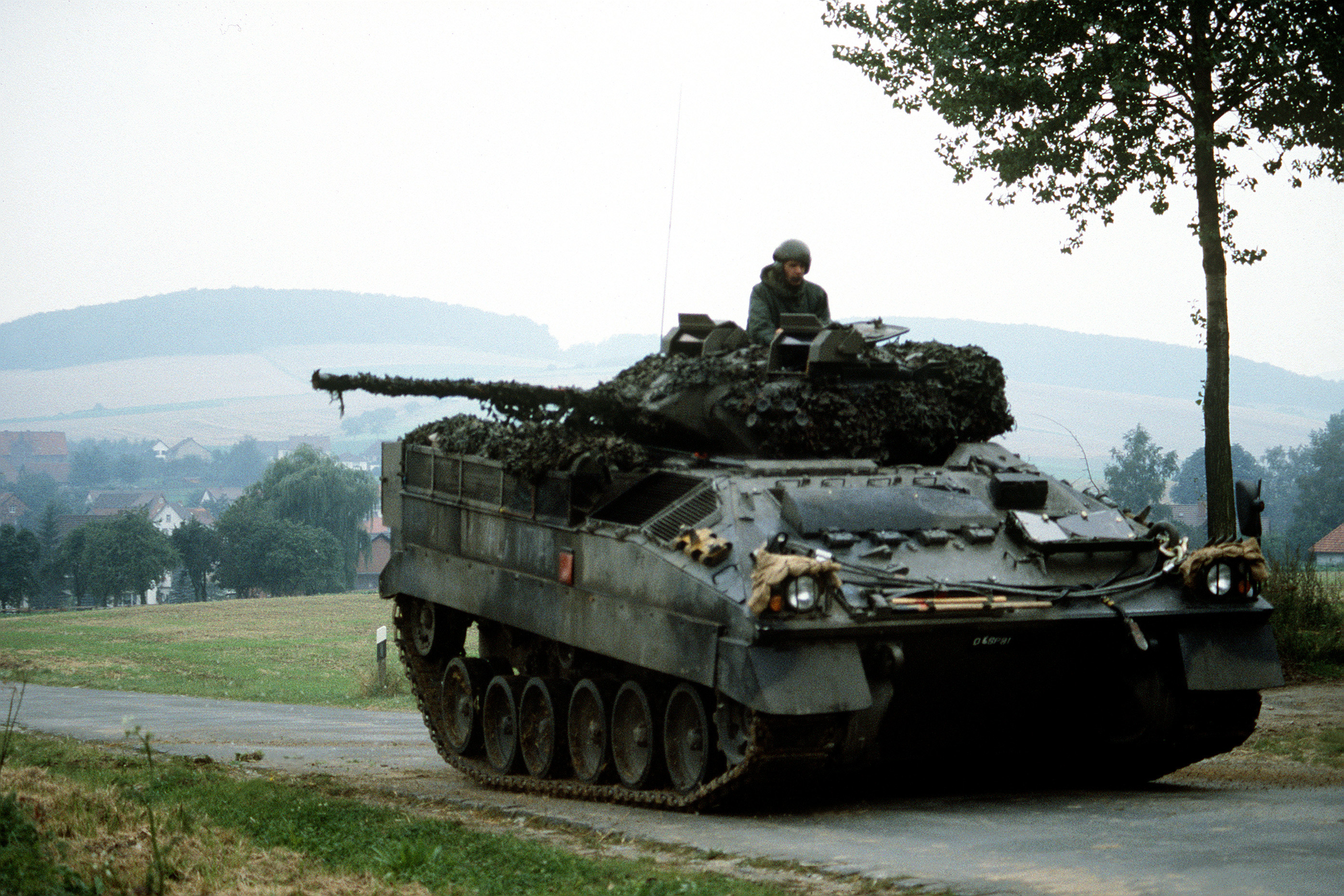
Un des premiers MCV-80 Warrior en Allemagne de l’Ouest lors d'exercices en 1985.
Transport de troupes MCV-80 Warrior d'une unité de la BAOR en 1988.
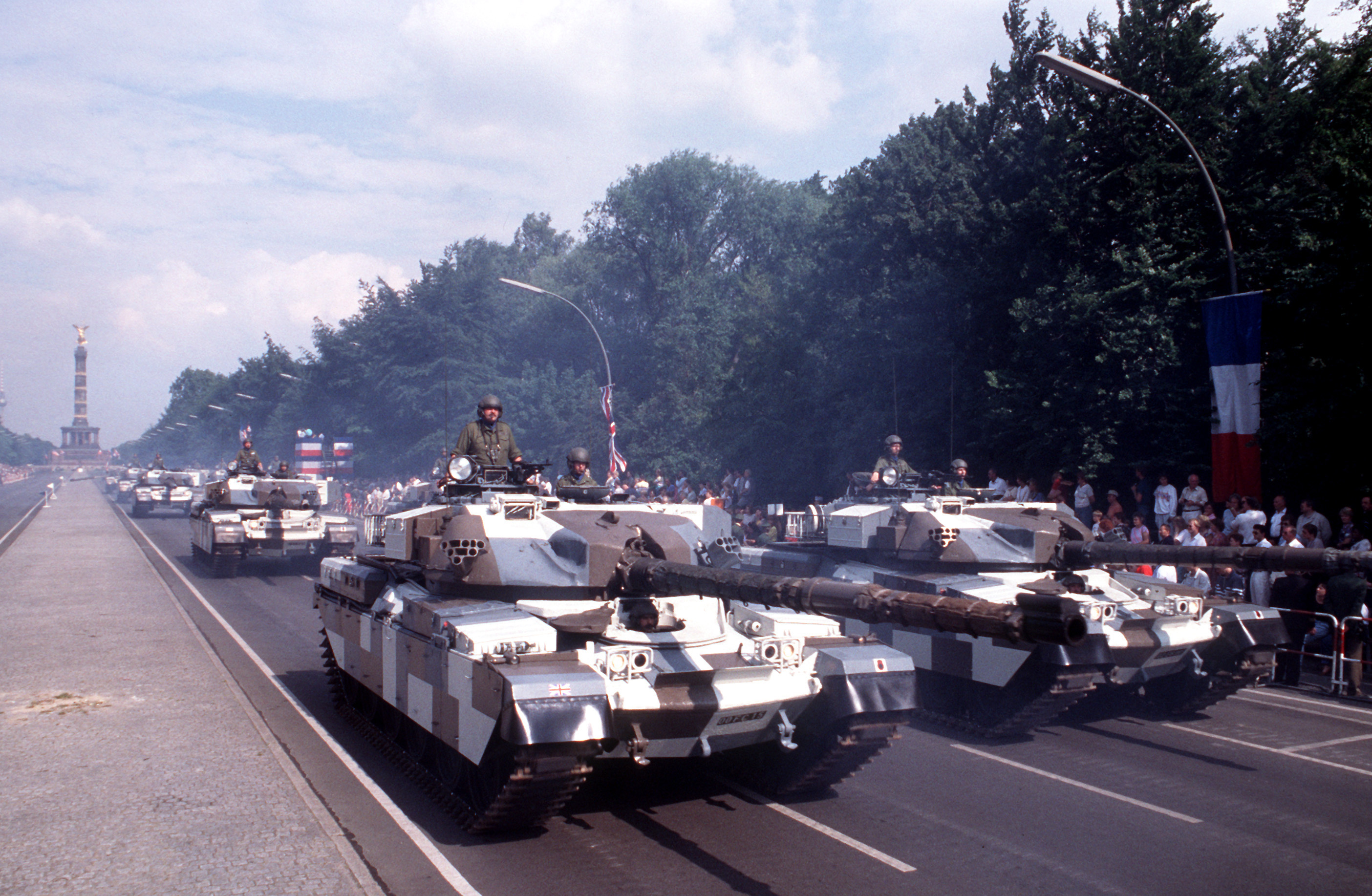
Chars Chieftain du 14th/20th King's Hussars (en) défilant dans la Straße des 17. Juni à Berlin-Ouest le 18 juin 1989.

Durant la période des « troubles » en Irlande du Nord, la PIRA a pris pour cible des personnels militaires en Allemagne entre 1988 et 1990. Les différentes attaques ont conduit à la mort de 9 personnes, y compris des civils et beaucoup de blessés.

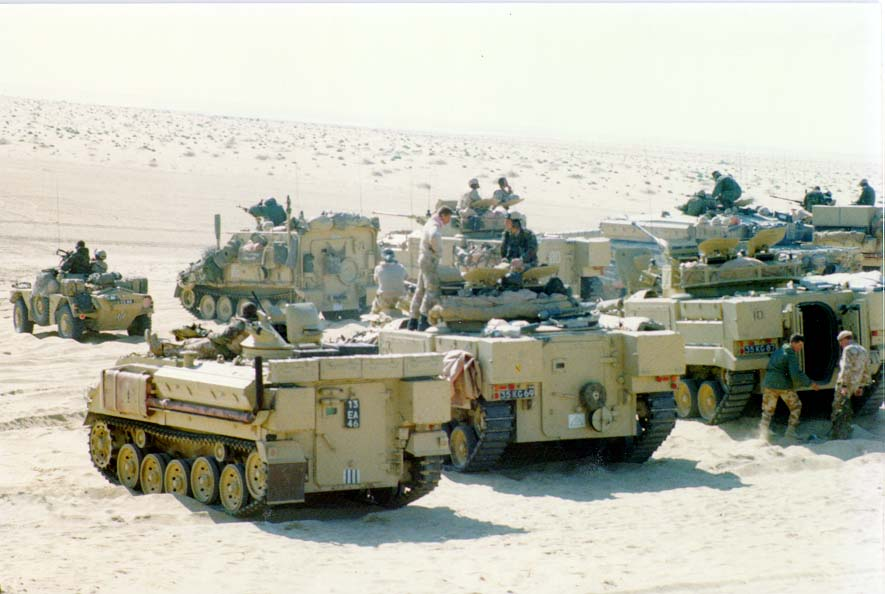
Le contingent britannique engagé lors de la guerre du Golfe en 1990/1991 - opérations Desert Shield et Desert Storm - était pour l'essentiel constitué d'éléments mécanisés/blindés prélevés au I Corps de la BAOR. Ici des véhicules de la (UK) Armoured Division.

La BAOR fournit l'essentiel des forces britanniques pendant la guerre du Golfe de 1990-1991 mais les restrictions budgétaires de 1993 (Options for Change) amenèrent le remplacement de la BAOR par le corps des British Forces Germany (BFG) en 1994. Cette dernière formation qui comptait 19 090 personnes en avril 2010 disparaît en 2020, il ne reste à cette date qu'environ 200 militaires britanniques en Allemagne dans des postes de liaison et d'échange. Des dépôts de munitions, de véhicules blindés et des terrains d'entraînement subsistent depuis la direction de la British Army Germany (en) créée en 2020.

### Commandants de la BAOR
- 1945-1946 Field Marshal Bernard Law Montgomery
- 1946-1947 Lieutenant General Sir Richard McCreery
- 1947-1948 General Sir Brian Hubert Robertson
- 1948 Lieutenant General Sir Brian Horrocks
- 1948-1951 Lieutenant General Sir Charles Keightley
- 1951-1952 General Sir John Harding
- 1952-1957 General Sir Richard Nelson Gale
- 1957-1960 General Sir Alfred Dudley Ward
- 1960-1963 General Sir James Cassels
- 1963-1966 General Sir William Gurdon Stirling
- 1966-1968 General Sir John Hackett
- 1968-1970 General Sir Desmond Fitzpatrick
- 1970-1972 General Sir Peter Hunt
- 1973-1976 General Sir Harry Tuzo
- 1976-1978 General Sir Frank King
- 1978-1980 General Sir William Scotter
- 1980-1983 General Sir James Michael Gow
- 1983-1985 General Sir Nigel Bagnall
- 1985-1987 General Sir Martin Farndale
- 1987-1989 General Sir Brian Kenny
- 1989-1993 General Sir Peter Inge
- 1993-1994 General Sir Charles Guthrie